# Ален V де Роган
Ален V (Alain V de Rohan) (1205—1242) — 7-й виконт де Роган.
Четвёртый сын Алена IV.
Женился на Элеоноре де Пороэт (ум. не ранее 1251), второй дочери Эда III, виконта де Пороэт, которая принесла в приданое доставшуюся ей в наследство часть отцовских земель, в том числе сеньорию Ла-Шез.
Известно шестеро их детей:
- Ален VI, виконт Роган
- Жоффруа
- Виллена, муж — Ришар де ла Рош-Жагю
- Жанна, муж — Матьё де Бово
- Мабиль, муж — Робер де Боме
- Тифена, муж — Жоффруа II де Ланво.

Его вдова Элеонора вторым браком вышла замуж за Пьера де Шемийле (умер в 1254/55 году), сына герцога Бретани Ги де Туара.